# Tripperpas
De Tripperpas is de voorloper van de Nederlandse OV-chipkaart die tussen 8 januari 2001 en 31 december 2002 door 2000 personen in de stad Groningen werd getest. Hierbij werd de ritprijs bepaald aan de hand van de zonekaart. Het was hierbij ook mogelijk tot vijf personen op deze kaart te reizen. Ook kon de chauffeur het gereduceerde tarief berekenen. Het maakte geen deel uit van het nationaal tariefsysteem.
Voor deze proef had Arriva ongeveer 70 bussen aangepast.
Het testen van deze Tripperpas werd uitgevoerd door Traffic Test b.v. in opdracht van het ministerie van Verkeer en Waterstaat en Arriva.

## Techniek
De Tripperpas was net als de huidige OV-chipkaart een chipkaart die op korte afstand leesbaar was door een kaartlezer waar de kaart voor moest worden gehouden voor gegevensoverdracht via RFID chip. Daarnaast was de kaart als extra uitgerust met een contactchip ten behoeve van onder meer de controleapparaten van conducteurs.

## Foto's

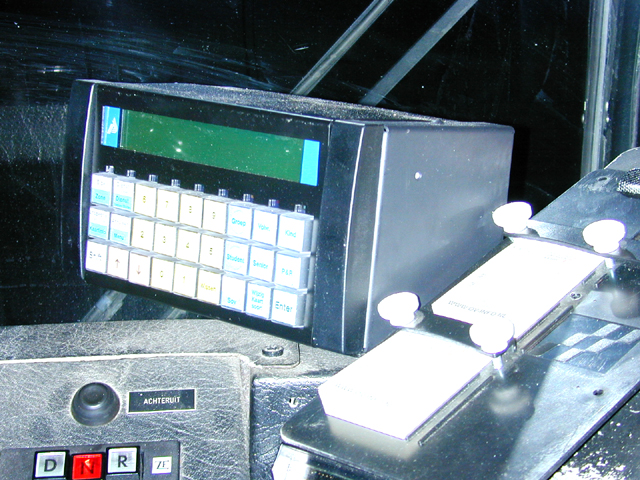
Bedieningskast van chauffeur bij Arriva te Groningen
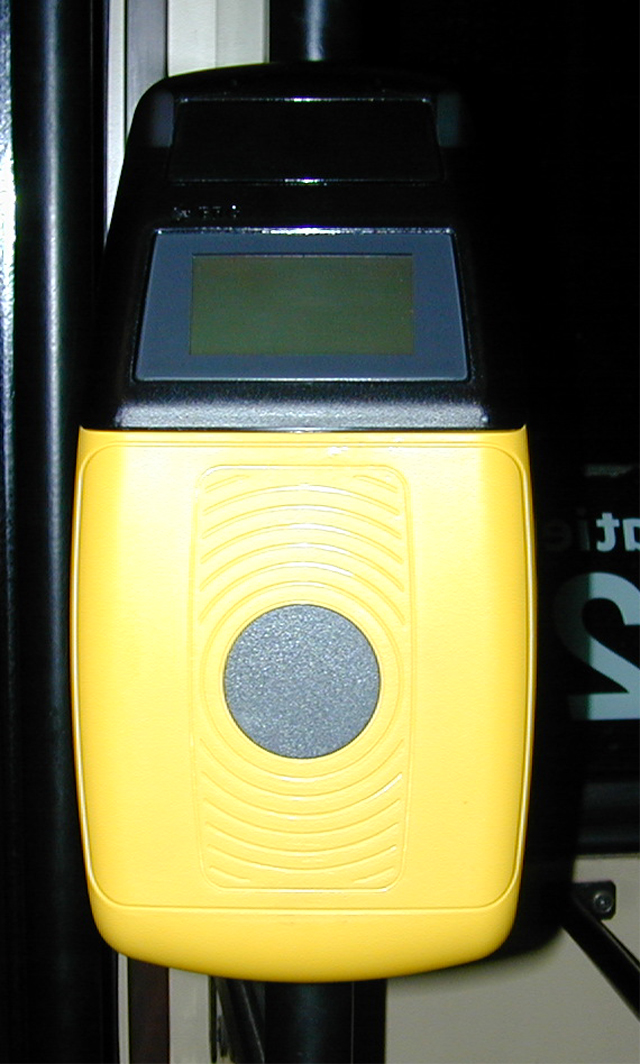
Kaartlezer tripperpas te Groningen